# Université nationale de radio-électronique de Kharkiv
L’université nationale de radio-électronique (UNREK) est située à Kharkiv en Ukraine. Établie en 1930, c'est l'une des plus anciennes universités d'Ukraine. Ses domaines d'enseignement et de recherche sont l'électronique, les radiocommunications, les télécommunications, l'informatique. 
L'université a porté l'idée de renaissance nationale et a occupé une place importante dans la construction de l'Ukraine indépendante.
UNREK héberge l'Académie Internationale de radio-électronique appliquée et la branche est-ukrainienne de l'Institute of Electrical and Electronics Engineers (IEEE). UNREK a été pionnière dans le développement de la formation à distance en Ukraine. Elle a des compétences reconnues de l'introduction des techniques innovantes dans l'éducation et les affaires.
L'université nationale de radio-électronique de Kharkiv emploie plus de 1 000 chercheurs, enseignants et administrateurs, dont 161 professeurs, docteurs es sciences; 40 académiciens d'académies nationales et internationales; plus de 370 docteurs, professeurs agrégés; plus de 210 doctorants et doctorantes.
L’université se compose de 8 facultés qui offrent 16 spécialités et 37 spécialisations: ingénierie et gestion informatique, technologies et analyse de l'information, automatisation et technologies informatiques, communications informatiques, ingénierie électronique et biomédicale, technologies de l'information et protection technique de l'information. l’Université dispose d’un centre d’enseignement supérieur, un centre d’enseignement à distance, un département des études supérieures et doctorales, 30 laboratoires et centres de recherche, une usine expérimentale.
L'UNREK compte environ 8 000 étudiants, dont plus de 1 000 étudiants étrangers originaires de 50 pays du monde. La formation est dispensée en russe, ukrainien et anglais.
L'université a créé un institut de recherche sur la technologie laser. La recherche scientifique est axée sur la recherche fondamentale et appliquée.
L’UNREK est un centre reconnu de la recherche dans le domaine de radio-électronique. L'Académie internationale des sciences de l'électronique appliquée fonctionne sous ses enseignes. L'université a créé l'Association nationale des antennes.
La base matérielle et technique de l'université assure haut niveau de qualité de l'éducation. Les étudiants et les enseignants ont accès à : un centre informatique moderne, des départements spécialisés, le centre de formation à distance, un centre d’éducation et de télévision, plus de trente laboratoires d’enseignement et de recherche, une bibliothèque scientifique.

## Facultés
L'université est formée de neuf facultés :
- Faculté de sciences de l'information (CS)
- Faculté d'informatique et d'automatique (CEC)
- Faculté de mathématiques appliquées et de management (AMM)
- Faculté d'ingénierie radio (RE)
- Faculté des réseaux/télécommunications et de métrologie (TCI)
- Faculté d'équipement électronique(ED)
- Faculté d'ingénierie électronique (EE)
- Faculté de la éducation des citoyens étrangers

## International
L'université a une longue pratique de la coopération internationale en particulier dans les cadres Tempus, INTAS, INCO-Copernicus, les programmes européens de co-diplômes ou double diplômes. Cette expérience a permis à UNREK d'être l'une des premières universités ukrainiennes à introduire les principes de Bologne et mettre en œuvre les ECTS.  
Les facultés et les départements de l'Université coopèrent étroitement avec des universités, des organisations scientifiques et des sociétés informatiques de la Bulgarie, de la Chine, de l’Espagne (Université de Jaen), de la Pologne (Polytechnique de Wroclaw), de l’Allemagne (Université technique de Wildau, université d’Aix-la-Chapelle, Université V. Leibniz à Hanovre), de la Finlande (Université de Jyväskylä), de la France (Université de Limoges), de la Suède (Université de Linneus), etc.  
Depuis 1995, l’UNREK a développé les programmes de double diplômes pour les étudiants, les chercheurs et les enseignants. Les étudiants reçoivent 2 diplômes d’enseignement supérieur: ukrainien et européen.

### Partenaires Internationaux
- Université de Jyväskylä (JyU),  Finlande
- Université Linnaeus,  Suède